# Roxanne Guinoo
Roxanne Bosch Guinoo (nacida el 14 de febrero de 1986) más conocida como Roxanne Guinoo es una actriz y cantante ocasional filipina. Nació el 14 de febrero de 1986 en Rosario, Cavite. Sus padres se llaman Bernardo Guinoo y Anna Bosch.

## Filmografía
Televisión
| Programa de televisión                      | Papel              |
| Kailan Ba Tama ang Mali?                    | Giane Vasco        |
| Palos (TV series)                           | Silvia             |
| Your Song: Tuyo Nang Damdamin               | Sheila Domingo     |
| Lastikman                                   | Sandy Evilone      |
| Sineserye Presents: Natutulog Ba Ang Diyos? | Gillian Ramírez    |
| Maalaala Mo Kaya: Application Form          | Gee Toledo         |
| Love Spell: Sweet Sixty                     | Anna Marcelo       |
| Wowowee                                     | Acogida/Ella Misma |
| Your Song: Very Special Love                | Mika               |
| Love Spell: Line to Heaven                  | Nikka              |
| Maalaala Mo Kaya: Buhangin                  | Lani               |
| Crazy For You                               | Trish              |
| Komiks: Cleopakwak                          | Queenie            |
| Your Song: To Love Again                    | Julianne           |
| Star Magic Presents: 3 Minutes              | Jessie             |
| Maalaala Mo Kaya: Laptop                    | Agnes              |
| Gulong ng Palad                             | Jojo               |
| SCQ Reload, OK AKO!                         | Roxanne Roxas      |
| Nginig                                      | ella misma         |
| Kaya Mo Ba To ella misma                    |                    |
| ASAP Fanatic \|\| Acogida/Ella misma        |                    |
| At Home Ka Dito                             | Acogida/Ella misma |
| Star Circle Teen Quest                      | ella misma         |

Películas
| Películas              | Papel      |
| Shake, Rattle & Roll 9 | Marionne   |
| Shake, Rattle & Roll 8 | Alyson     |
| Can This Be Love       | Bebs       |
| D' Anothers            | Titay      |
| Volta                  | ella misma |
| Now That I Have You    | Katherine  |